# Alenka Čebašek
Alenka Čebašek, née le 24 avril 1989 à Kranj, est une fondeuse slovène. Sa discipline de prédilection est le sprint.

## Carrière
Sa première sélection internationale a lieu en 2006 pour les Championnats du monde junior à Kranj. Elle fait ses débuts en Coupe du monde en décembre 2009 à Rogla et marque ses premiers points (trente premières) lors de la saison 2010-2011 à Rybinsk (13e). Dans la Coupe OPA, elle monte sur son premier podium en décembre 2010 et gagne sa première manche en mars 2012 à Rogla. Également, elle a terminé sixième du sprint des Championnats du monde des moins de 23 ans en 2010 à Hinterzarten. Un an plus tard, elle fait ses débuts aux Championnats du monde élite à Oslo, terminant 19e du sprint notamment.
Lors du Tour de ski 2013-2014, la Slovène signe son premier top dix dans la Coupe du monde avec une huitième place sur le prologue à Oberhof.
En 2014, elle participe aux Jeux olympiques de Sotchi où elle arrive notamment en quarts de finale du sprint libre (17e).
Son meilleur résultat individuel aux Championnats du monde intervient en 2017 à Lahti, où elle prend la 18e place au sprint libre.
Aux Jeux olympiques d'hiver de 2018, à Pyeongchang, elle est 30e du sprint classique, 12e du dix kilomètres libre, sixième et finaliste du sprint par équipes avec Anamarija Lampič et huitième du relais. 
Cet hiver, elle amélioré son meilleur résultat dans l'élite avec une septième place au sprint libre de Dresde. Un an plus tard, au même lieu et dans le même format, elle s'illustre de nouveau, atteignant sa première finale en Coupe du monde, pour prendre la sixième place.

## Palmarès

### Jeux olympiques
| Épreuve / Édition   | Sprint                           | Sprint                           | 10 km                            | 10 km                            | Skiathlon 2 × 7,5 km | 30 km | Relais | Relais   |
| Épreuve / Édition   | libre                            | classique                        | libre                            | classique                        | Skiathlon 2 × 7,5 km | 30 km | Sprint | 4 × 5 km |
| JO 2014 Sotchi      | 17e                              | Épreuve inexistante à cette date | Épreuve inexistante à cette date | 33e                              | —                    | —     | 10e    | 11e      |
| JO 2018 Pyeongchang | Épreuve inexistante à cette date | 30e                              | 12e                              | Épreuve inexistante à cette date | —                    |       | 6e     | 8e       |

Légende :
- : pas d'épreuve
- — : Non disputée par Čebašek

### Championnats du monde
| Épreuve / Édition           | Sprint                           | Sprint                           | 10 km                            | 10 km                            | Poursuite/Skiathlon 2 × 7,5 km | 30 km | Relais | Relais   |
| Épreuve / Édition           | libre                            | classique                        | libre                            | classique                        | Poursuite/Skiathlon 2 × 7,5 km | 30 km | Sprint | 4 × 5 km |
| Mondiaux 2011 Oslo          | Épreuve inexistante à cette date | 19e                              | 46e                              | Épreuve inexistante à cette date | —                              | —     | —      | —        |
| Mondiaux 2013 Val di Fiemme | 37e                              | Épreuve inexistante à cette date | Épreuve inexistante à cette date | 42e                              | —                              | —     | —      | 14e      |
| Mondiaux 2017 Lahti         | 18e                              | Épreuve inexistante à cette date | Épreuve inexistante à cette date | —                                | 39e                            | —     | —      | 13e      |
| Mondiaux 2019 Seefeld       | 27e                              | Épreuve inexistante à cette date | Épreuve inexistante à cette date | —                                | 36e                            | —     | —      | 9e       |

### Coupe du monde
- Meilleur classement général : 34e en 2019.
- Meilleur résultat individuel : 6e.

#### Classements en Coupe du monde
| Année     | Classement général final | Classement distance | Classement sprint |
| 2010-2011 | 83e                      |                     | 57e               |
| 2011-2012 | 58e                      |                     | 34e               |
| 2012-2013 | 90e                      | 76e                 | 60e               |
| 2013-2014 | 55e                      | 50e                 | 41e               |
| 2014-2015 | 44e                      | 40e                 | 31e               |
| 2015-2016 | 37e                      | 33e                 | 29e               |
| 2016-2017 | 60e                      | 53e                 | 40e               |
| 2017-2018 | 62e                      |                     | 33e               |
| 2018-2019 | 34e                      | 40e                 | 30e               |
| 2019-2020 | 93e                      |                     | 64e               |

### Coupe OPA
- 8e du classement général en 2012.
- 13 podiums, dont 3 victoires.